# Nothing Shall Be Hidden
Nothing Shall Be Hidden è un cortometraggio muto del 1912 diretto e interpretato da Harry A. Pollard insieme alla moglie, l'attrice Margarita Fischer. Prodotto da Carl Laemmle per la Independent Moving Pictures Co. of America (IMP), il film si basava su un soggetto di Leslie T. Peacocke.

## Trama
L'amore tra Fred Langdon e Lillian Stanhope è osteggiato dal padre di lei che pensa per Lillian alla sicurezza di un matrimonio prestigioso, mentre il povero Fred, un inventore alle prime armi, deve ancora farsi strada nella vita. I due innamorati vengono divisi e Fred si dedica al lavoro, facendo alcune scoperte legate alla trasmissione di onde sonore e luminose. Un giorno che telefona alla sempre fedele Lillian, scopre che il quel momento casa Stanhope viene saccheggiata dai ladri. Fa la scoperta utilizzando la sua invenzione; poi chiama la polizia e i malviventi sono arrestati. Stanhope padre, conscio del potenziale dell'invenzione di Fred, si offre di finanziarla ma Fred mette come condizione di ottenere la mano di Lillian. Dato che la figlia è innamorata e che l'affare è più che interessante, Stanhope cede e dà la sua benedizione alle nozze.

## Produzione
Il film fu prodotto da Carl Laemmle per l'Independent Moving Pictures Co. of America (IMP).

## Distribuzione
Distribuito dall'Universal Film Manufacturing Company, il film - un cortometraggio in una bobina - uscì nelle sale cinematografiche statunitensi il 10 giugno 1912.